# Springfield M1861
Springfield Model 1861 — нарізний стрілецький мушкет моделі 1861 року був стандартною піхотною зброєю, розробленою Спрингфілдським арсеналом (Springfield Armory) у 1861 році. Мушкет використовувався армією США та Корпусом морської піхоти під час американської громадянської війни. Модель 1861 багато в чому ґрунтувалася на своїй попередниці — нарізному мушкеті моделі Springfield Model 1855 року. Це була широко використовувана плечова зброя армії Союзу під час Громадянської війни, що відрізнялася дальністю, точністю і надійністю. Підраховано, що під час війни було виготовлено близько мільйона мушкетів рушниць зразка 1861 року.

## Характеристика
Стовбур був довжиною 102 см, стріляв кулею Міньє 58 калібру. Під час громадянської війни в США куля Міньє знайшла широке застосування в арміях обох воюючих сторін. Висока точність стрілянини у поєднанні із застарілою тактикою атаки зімкнутим строєм призвела до величезних бойових втрат: не менше 626 тис. убитих з обох боків
Загальна вага становила приблизно 4,9 кг. Springfield мав загальну ефективну дальність стрілянини від 183—274 м, але міг надійно вражати цілі розміром з людини на відстані до 457 м при використанні стрілками і використовував капсулі для стрільби, а не крем'яні замки 18 століття; останнім крем'яним замком у США була модель 1840 року. Добре навчені солдати могли вести вогонь зі швидкістю три прицільні постріли за хвилину, зберігаючи при цьому точність до 500 метрів, хоча дистанції стрілянини на війні часто були набагато коротшими. Найбільшою помітною відмінністю між моделлю 1861 і більш ранньою моделлю 1855 було усунення стрічкового праймера Мейнарда для моделі 1861 (праймер Мейнарда, самопідвідна система праймерів, була ненадійною у вологій погоді, і виготовлення механізму заправки було дорогим. Крім того, на відміну від моделі 1855, модель 1861 ніколи не вироблялася у дворядній «гвинтівковій» конфігурації.
Спрінгфілд був із прицілом. У прицілу було дві стулки, одна на 275 метрів, а інша на 457 метрів, і, коли обидві стулки опущені, приціл був встановлений на дальність на 91 м. Навпаки, британський зразок 1853 р. Енфілд, схвалений конфедератами, використовував систему сходового прицілу з кроком у сто ярдів, використовуючи сходинки від 91 до 366 м та відкидні сходи для відстаней понад 457 метрів. У той час як приціли Enfield дозволяли більш тонке налаштування діапазону, прості стулки Springfield були міцнішими і менш дорогими у виробництві. Приціли Енфілда збільшились до 823 м порівняно з максимальною дальністю прицілів Спрінгфілда 457 метрів. Насправді поразка будь-якою зброєю за межами 549 метро була в основному справою удачі. Хоча конструкції прицілів сильно відрізнялися, в іншому ці дві зброї були дуже схожі і мали дуже схожу дальність дії.
Модель 1861 була оснащена багнетом, прикріпленим до нижньої частини ствола за допомогою трикутного патрубка.

## Історія та модифікації
Спрінгфілдська гвинтівка коштувала двадцять доларів кожна у Спрингфілдськимому арсеналі, де вони були офіційно виготовлені. Переповнений попитом арсенал відкрив свої зразки зброї до двадцяти приватних підрядників. Найвідомішим виробником контрактної моделі 1861 Springfields був Colt, який вніс кілька незначних змін у конструкцію своєї версії, нарізного мушкету Colt Special. Ці зміни включали перероблені ремені ствола, новий молоток та модернізований надресорений валик. Деякі з цих змін були зрештою прийняті Управлінням озброєнь і включені в нарізну рушницю моделі 1863 року.
Модель 1861, безумовно, була кроком вперед у конструкції американської стрілецької зброї. Однак дехто стверджує, що його вплив на Громадянську війну було перебільшено. Хоча точність нарізного мушкета точніша у руках досвідченого стрілка, точність нарізного мушкету часто втрачається до рук новобранців, які отримали лише обмежену влучну підготовку (упор робився на скорострільність) . Крім того, більшість перестрілок громадянської війни велася на відносно близьких дистанціях з використанням тактики масованого вогню, що мінімізувало вплив далекобійної точності нової гвинтівки. Нарешті, куля калібру 58 при пострілі слідувала високо параболічної траєкторії . В результаті багато недосвідчених солдатів, які не поправляли приціл, у бою стріляли над головами ворогів. Є численні свідчення того, що це відбувалося у ранніх битвах війни. Пам'ятаючи це, солдатам часто наказували низько прицілюватися. Через ширину мушки на моделі 1861 Special підійшов тільки багнет, виготовлений компанією Collins.
Springfield Model 1861 змінила Springfield Model 1863, яка була трохи покращеною версією моделі 1861 року.
З появою сучасних латунних боєприпасів після війни модель 1861 послужила відправною точкою для декількох казнозарядних пристроїв, більшість з яких були переобладнані гвинтівками моделі 1861, кульмінацією яких стала Springfield Model 1873, яка служитиме до кінця індіанських воєн і всі США військові дії до кінця.